# トータルビューティ
トータルビューティ（英語表記・・Total Beauty）とは、ヘアメイク、メイク・化粧、ネイルアート、エステティック、ブライダルエステなどを総合的に提供する総合美容の名称である。
美を総合的にプロデュースする人・・トータルビューティシャン　トータルビューティシャンを育成する教育・・トータルビューティ教育